# Huygens (sonda)
Huygens je evropská planetární sonda, součást kombinované mise Cassini-Huygens, určená k průzkumu atmosféry a povrchu největšího Saturnova měsíce Titanu. Pro organizaci ESA a italskou národní kosmickou agenturu ASI ji vyrobila francouzská firma Aerospatiale. Na přístrojovém vybavení se podílela též americká organizace NASA a řada amerických univerzit.
Během mise došlo k prvnímu a dosud jedinému přistání, které kdy bylo dosaženo ve vnější sluneční soustavě ve vzdálenosti přibližně 1,4 miliardy kilometrů od Země. Huygens se oddělil od orbiteru Cassini 25. prosince 2004 a přistál na Titanu 14. ledna 2005 v blízkosti světlé oblasti Xanadu. Po přistání odesílal asi 90 minut data. Tato událost drží rekord nejvzdálenějšího přistání člověkem vyrobeného přístroje na kosmickém tělese.

## Konstrukce

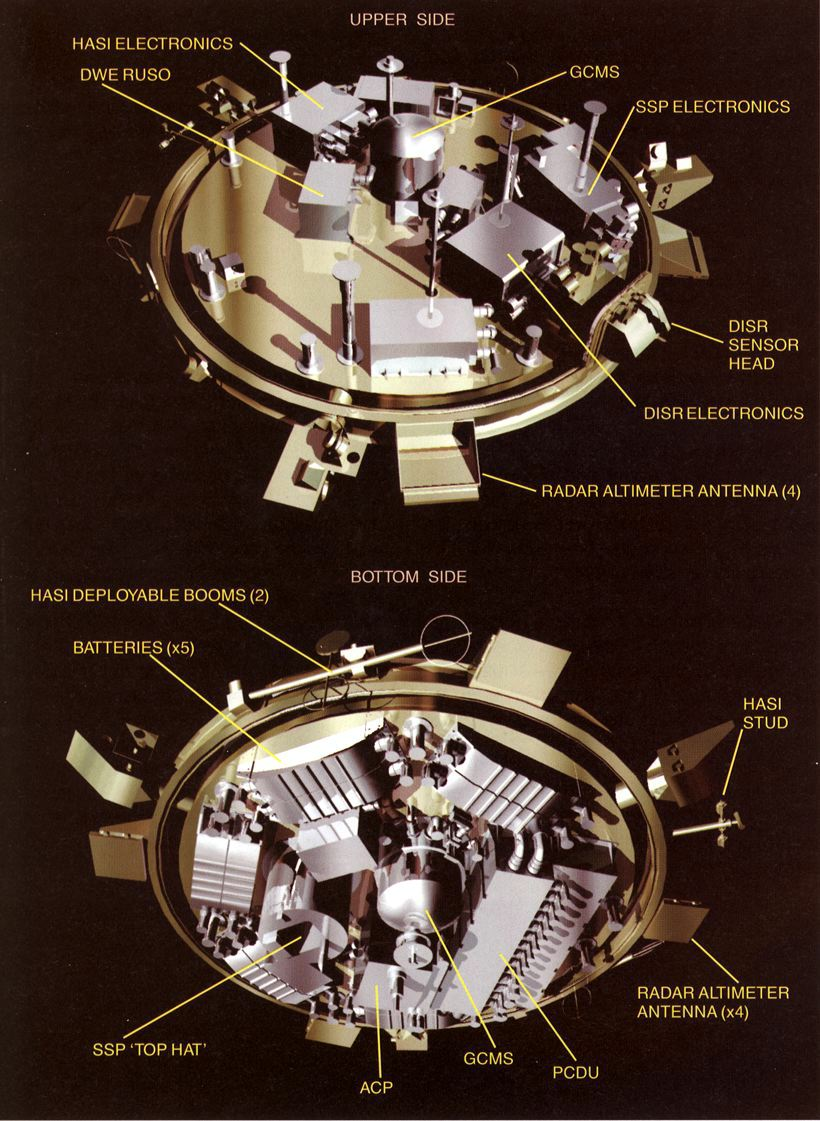
Popis sondy

Vlastní atmosférická sonda tvaru nízkého komolého kužele o maximálním průměru 2,7 m byla stabilizována rotací. Během balistického sestupu bylo pouzdro s přístroji chráněno proti tepelnému namáhání krytem o celkové hmotnosti asi 100 kg, tvořeným vpředu ablativním štítem na ochranu proti žáru během sestupu a na zádi hliníkovým krytem, pod nímž byl umístěn padákový systém tvořený třemi postupně vypouštěnými nylonovými padáky: pilotním, hlavním a stabilizačním. Proti prochladnutí bylo přístrojové pouzdro vybaveno 35 topnými elementy s plutoniem 238.
Sonda nesla soubor vědeckých přístrojů, který tvořily:
- sestupová kamera a spektrální radiometr se 13 čidly pro měření teploty částic v atmosféře, atmosféry a povrchu, spektrální výzkum a pořízení snímků pod vrstvou oblačnosti;
- reflektor určený k osvětlení povrchu, pro záběry ve viditelné a infračervené oblasti;
- plynový chromatograf a hmotový spektrometr pro chemickou analýzu plynů a aerosolových částic;
- lapač aerosolů a pyrolytické zařízení na zachycení částic v oblacích a jejich následné odpaření;
- soubor experimentů pro povrchový výzkum pro určení fyzikálních vlastností a složení povrchu v místě dopadu, který tvoří:
  - akustický detektor umožňující měření výšky i případného pohybu povrchu (vlny, hloubka moře v případě přistání na hladině);
  - přístroj pro měření kývání sondy při sestupu i po přistání;
  - čidla měřící hustotu, teplotu, index lomu, tepelné a jiné vlastnosti kapalného povrchu;
- zařízení pro výzkum atmosféry obsahující čidla pro měření fyzikálních a elektrických vlastností atmosféry, hustoty atmosféry, větrného proudění, mohutnosti vln, teploty a tlaku;
- anemometr pro měření rychlosti větru.

Během letu po meziplanetární dráze a v počáteční fázi letu po oběžné dráze kolem Saturnu byla sonda Huygens připojena k mateřské sondě Cassini, určené k průzkumu planety, jejích prstenců a systému jejích měsíců.
Na mateřské sondě bylo umístěno jednak zařízení pro vypuštění sondy Huygens, jednak přijímače pro retranslaci naměřených dat z atmosférické sondy na Zemi.

## Průběh letu

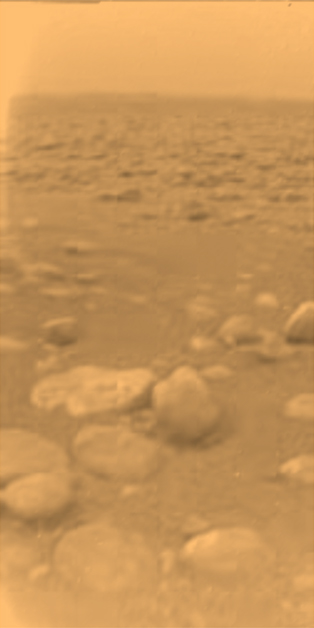
Snímek povrchu měsíce Titan pořízený sondou Huygens

Po startu 15. října 1997 z kosmodromu na mysu Canaveral na Floridě (USA) bylo vzhledem k značné hmotnosti spojených sond Cassini a Huygens během letu k Saturnu využito gravitačních manévrů při dvou průletech kolem Venuše (26. dubna 1998 ve výši 234 km a 24. června 1999 ve výši 600 km), kolem Země (18. srpna 1999 ve výši 1171 km) a kolem Jupitera (30. prosince 2000 ve výši přibližně 10 mil. km). Každý z těchto gravitačních manévrů sondu urychlil, čímž se podstatně zkrátila doba přeletu k Saturnu bez nároku na pohonné látky.
Během přeletu meziplanetárním prostorem technici dodatečně přišli na problém související s dopplerovským posunem frekvence modulujícího digitálního signálu přenášených dat ze sondy Huygens na sondu Cassini během přistávacího manévru na Titanu. Problém byl nakonec vyřešen přesunutím přistání sondy Huygens z prvního na třetí oběh a zvětšením vzájemné vzdálenosti obou sond v průběhu manévru, čímž se nežádoucí efekt zmírnil.

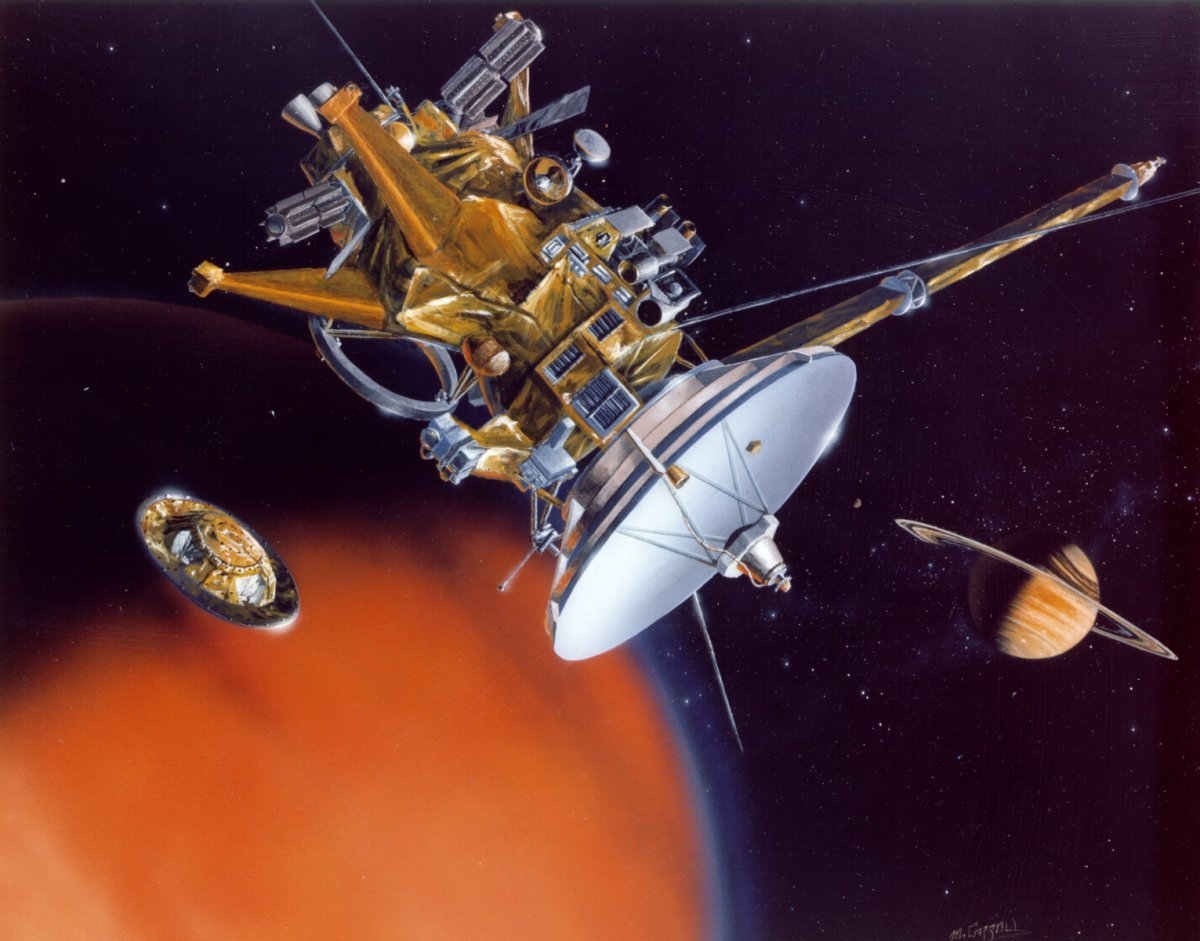
Umělecké ztvárnění oddělení sondy Huygens od mateřské sondy Cassini

Do Saturnovy sféry gravitačního vlivu vstoupily spojené sondy 9. března 2004. Zážehem hlavního korekčního motoru na dobu 96 minut byla 1. července 2004 sonda Cassini navedena na oběžnou dráhu kolem planety. Dne 14. září 2004 byly zahájeny přípravy pouzdra Huygens k samostatnému letu. Do té doby byla sonda Huygens až na krátké okamžiky prověrek jejího technického stavu hibernována. Vlastní odpojení sondy Huygens od mateřské sondy Cassini proběhlo 25. prosince 2004. Sonda Huygens 4. ledna 2005 úspěšně přistála na měsíci Titan. Sestup atmosférou trval 2 hodiny 32 minut a 15 sekund. Během přistávání a pobytu na povrchu sloužila sonda Cassini jako retranslační stanice pro předávání vědeckých a technických dat ze sondy Huygens na Zemi.
Atmosférická sonda přistála na zmrzlé bažině tvořené směsí křemičitanových hornin a tuhého metanu. Nad očekávání vědců přežila přistání o více než 4 hodiny a spojení mezi ní a retranslující sondou Cassini bylo ztraceno až 1,5 hodiny po přistání, když se jí Cassini ztratila za obzorem. Slabý signál nosné frekvence (bez možnosti získání smysluplných dat) byl přijímán přímo na Zemi ještě další 2,5 hodiny poté.
V důsledku programátorské chyby nedošlo k přijetí dat z druhého kanálu vysílače a došlo ke ztrátě přibližně poloviny dat přijatých na sondě Cassini, která nebyla nahrána do palubní paměti, a proto nemohla být později předána na Zemi. Například místo plánovaných 700 snímků jich bylo přijato pouze 350. Přesto je mise Huygens považována za technický a vědecký úspěch.

## Název sondy
Sonda byla pojmenována na počest nizozemského astronoma, fyzika a matematika Christiaana Huygense (1629–1695), který v roce 1659 popsal skutečný tvar Saturnových prstenců.